# Восток (Каргасоцький район)
Восто́к (рос. Восток) — селище у складі Каргасоцького району Томської області, Росія. Входить до складу Сосновського сільського поселення.

## Населення
Населення — 130 осіб (2010; 206 у 2002).
Національний склад (станом на 2002 рік):
- росіяни — 82 %
- селькупи — 6 %
- німці — 5 %